# Оренсе (провинция)
Оре́нсе (исп. Orense, галис. Ourense) — провинция на северо-западе Испании в составе автономного сообщества Галисия. Административный центр — Оренсе.

## География
Территория — 7273 км² (36-е место среди провинций страны).

## Демография
Население — 340 тыс. (39-е место; данные 2005 г.).